# Ƹ
Das Ƹ (kleingeschrieben ƹ) ist ein Buchstabe des lateinischen Schriftsystems. Während es häufig wie ein gespiegeltes Ʒ aussieht, und auch Unicode das Zeichen reversed Ezh (gespiegeltes Ezh) nennt, basiert das Zeichen auf dem arabischen Buchstaben ʿAin. Es ist ein phonetisches Zeichen, das den stimmhaften pharyngalen Frikativ kennzeichnet, heute wird für diesen Laut das IPA-Zeichen [⁠ʕ⁠] verwendet. Im Afrika-Alphabet ist das Zeichen ebenfalls enthalten.

## Darstellung auf dem Computer
Unicode enthält das Ƹ an den Codepunkten U+01B8 (Großbuchstabe) bzw. U+01B9 (Kleinbuchstabe).